# Бача-Нанайская национальная волость
Бача-Нанайская национальная волость (кит. упр. 八岔赫哲族乡, пиньинь Bāchà Hèzhézú Xiāng) - это национальная волость в городском уезде Тунцзян, который является частью городского округа Цзямусы, расположенного на северо-востоке Китая в провинции Хэйлунцзян. Муниципалитет имеет площадь 508,2 км² и 3851 жителей (перепись 2010 года). Он расположен непосредственно на южном берегу нижнего течения Амура (в Китае также называемого как Хэйлунцзян), который образует границу с Россией и граничит с районом Фуюань на востоке. В Баче занятие рыболовством на Амуре, особенно осетровых и лососёвых рыб, является основой экономической жизни. Сообщество является одним из традиционных поселений хэчжэнов, тунгусо-маньчжурской народности из Северо-Восточной Азии, которые традиционно жили охотой и рыболовством.

## Состав
В волость входят 4 деревни:
- 八岔村
- 新胜村
- 新颜村
- 新强村